# Sinclair Executive
Sinclair Executive — перший у світі «тонкий» кишеньковий калькулятор і перший, вироблений компанією Клайва Сінклера Sinclair Radionics. Представлено 1972 року. Існувало принаймні дві різні версії з різними позначеннями на клавіатурі, а також інша під назвою Sinclair Executive Memory, представлена 1973 року.
Зменшити розмір стало можливим завдяки живленню імпульсним струмом інтегральної схеми «калькулятора на мікросхемі» Texas Instruments TMS1802, що зменшило споживання електроенергії більш ніж у 10 разів. Калькулятор мав успіх, приніс Сінклеру 1,8 млн фунтів стерлінгів прибутку і здобув нагороду Design Council з електроніки.

## Історія
Executive випущено у вересні 1972 року за ціною 79,95 фунтів стерлінгів плюс ПДВ, що, з урахуванням інфляції, еквівалентно 1120 фунтам стерлінгів 2021 року. Це було приблизно вдвічі дешевше від подібних калькуляторів, але все одно вдвічі більше від середньої тижневої зарплати. Це був перший кишеньковий калькулятор і перший масовий калькулятор, і його вихід на ринок збігся з виходом на ринок калькуляторів низки інших компаній.
Клайв Сінклер, вважаючи, що ринок «дорогих іграшок» не особливо чутливий до ціни, замовив компоненти для 100 000 калькуляторів. Executive мав успіх і приніс 1,8 млн фунтів стерлінгів. Його добре сприйнято як на внутрішньому, так і на зовнішньому ринках, і на початок 1974 року в Японії продано моделі Executive на суму 1,5 млн доларів США за ціною в шість разів вищою від японських моделей. Складники, а саме мікросхема TMS1802, 22 транзистори, 50 резисторів і 17 конденсаторів, коштують близько £10, тоді як ціна продажу була близько £80. Executive уразив інженерів Texas Instruments, які створили на основі того ж чипа довший та ширший калькулятор, який був утричі товщим і значно дорожчим. 1974 року обсяг продажів Executive перевищив £2.5 million, і Sinclair щомісяця виробляв 100 000 калькуляторів, 55 % з яких експортувалося.
Sinclair Executive, придбаний російським дипломатом, вибухнув у нього в нагрудній кишені, що нібито призвело до офіційного радянського розслідування. З'ясувалося, що його випадково залишили увімкненим, що призвело до розрядження батарей та їх перегріву і вибуху.

## Дизайн
Executive був значно меншим від будь-якого з конкурентів і став першим калькулятором, який можна було легко носити в кишені. За словами керівника Sinclair, цитованого у Financial Times, «завжди слід пам'ятати про пачку сигарет, як про ідеальний розмір», — можливо, це натяк на звички Клайва Сінклера палити. Executive важить 2,5 унції (71 г), його розміри 56 × 138 × 9 мм. Розроблений Ієном Сінклером корпус із чорного полікарбонату, виготовлюваний під тиском, мав дві половини, з'єднувані клеєм.
Журнал Design Magazine описав його як «одночасно тему для розмови, іграшку для багатих та функціональну бізнес-машину» (англ. at once a conversation piece, a rich man's plaything and a functional business machine). Один із Executive виставлено в Музеї сучасного мистецтва в Нью-Йорку, а футуристичний дизайн приніс йому 1973 року нагороду Design Council з електроніки. Це був перший калькулятор, створений естетично привабливим, і New Scientist описав його як «не стільки професійний калькулятор, скільки особисту прикрасу» (англ. not so much a professional calculator - more a piece of personal jewellery).

### Функції
Крім чотирьох арифметичних дій, Executive дозволяв обчислювати квадрати, обернені величини та множити або ділити на фіксовану константу. Міг підраховувати суми з двома, чотирма, шістьма знаками після коми або використовувати рухому кому.

### Мікропроцесор
Калькулятор побудовано на Texas Instruments TMC1802NC, металооксидній напівпровідниковій інтегральній схемі з 7000 транзисторів. Цей центральний процесор зазвичай споживає 350 мВт, але завдяки імпульсному живленню цю величину зменшено до 20 мВт. Було виявлено, що ранній прототип продовжував працювати, якщо батареї вимкнути, а потім достатньо швидко увімкнути, оскільки конденсатори в схемі могли утримувати заряд до п'яти секунд.
Живлення подається на мікросхему імпульсами тривалістю 1,7 мкс, що визначається часом зберігання керувального транзистора. Тактовий генератор, що працює на частоті 200 кГц під час обчислень і знижує її до 15 кГц між операціями, тому час вимкнення коливається від 3,3 мкс під час обчислень до понад 65 мкс між ними. Коли живлення вимикається, пристрій покладається на ємність чипів для зберігання інформації, і 1,7 мкс виявилося достатнім, щоб чип здійснив одну зміну стану електроніки. Будь-який розрахунок можна виконати за 1000 таких змін. Це подовжило термін служби батареї з трьох невеликих батарейок для слухового апарата приблизно до 20 год безперервного використання, що еквівалентно приблизно 4 місяцям звичайного використання.

### Екран
В Executive використано монолітний семисегментний світлодіодний дисплей з арсеніду галію, придбаний у канадської фірми. Маленький екран зменшив енергоспоживання та витрати на матеріали, але його кілька разів переглядали з метою зниження енергоспоживання, що створювало проблеми з надійністю.

## Executive Memory
Executive Memory, випущений у листопаді 1973 року, мав такі ж розміри, як і оригінальний, але з можливістю запам'ятовувати проміжні підсумки будь-якої кількості ланцюжкових обчислень. Було щонайменше три версії, серед яких чорно-біла Type 1 і Type 2 із золотистими написами на клавіатурі. Executive Memory продавався за нижчою ціною £24,95.